# Nola, Republica Centrafricană
Nola  este un oraș  în partea de sud a Republicii Centrafricane. Este reședința prefecturii   economice Sangha-Mbaéré.